# 강성인 (야구인)
강성인 (姜聲仁, 1964년 4월 24일 - )은 KBO 리그 한화 이글스의 트레이닝 코치이다.

## 코치 시절
1990년대에 쌍방울 레이더스 트레이닝을 담당했다.
2000년대에 들어서는 SK 와이번스에서 컨디셔닝코치를 담당했다.
2013년부터는 독립야구단인 고양 원더스에서 트레이닝코치로 활동했고, 2015년부터는 한화 이글스에서 트레이닝코치로 활동하고 있다.

## 출신학교
- 부안초등학교
- 부안중학교
- 부안고등학교
- 원광보건대학교